# أوميت سونكول
أوميت سونكول (بالتركية: Ümit Sonkol)‏ مواليد 24 يوليو 1982 في قونية، تركيا، هو لاعب كرة سلة تركي. بدأ مسيرته الاحترافية في سنة 2000. يلعب في الدوري التركي لكرة السلة. يحمل الرقم 11. يبلغ طوله 6 قدم 9 بوصة (2.1 م).

## المسيرة الاحترافية
لعب مع نادي جامعة إسطنبول التقنية لكرة السلة في موسم 2003–2004، ثم لعب مع نادي كارشياكا لكرة السلة من سنة 2004 إلى 2006، ثم لعب مع بانفيت لكرة السلة في الدوري التركي في موسم 2007–2008، ثم لعب مع تورك تيليكوم في موسم 2009–2010، ثم لعب مع نادي كارشياكا لكرة السلة في موسم 2012–2013.

## روابط خارجية
- أوميت سونكول على موقع الدوري الأوروبي لكرة السلة (الإنجليزية)
- أوميت سونكول على موقع كرة السلة الأوروبية.كوم (الإنجليزية)
- أوميت سونكول على موقع ريلجم (الإنجليزية)
- أوميت سونكول على موقع بروبوليرز (الإنجليزية)
- أوميت سونكول على موقع سبورتس رفرنس (الإنجليزية)